# Aquädukt Liesing

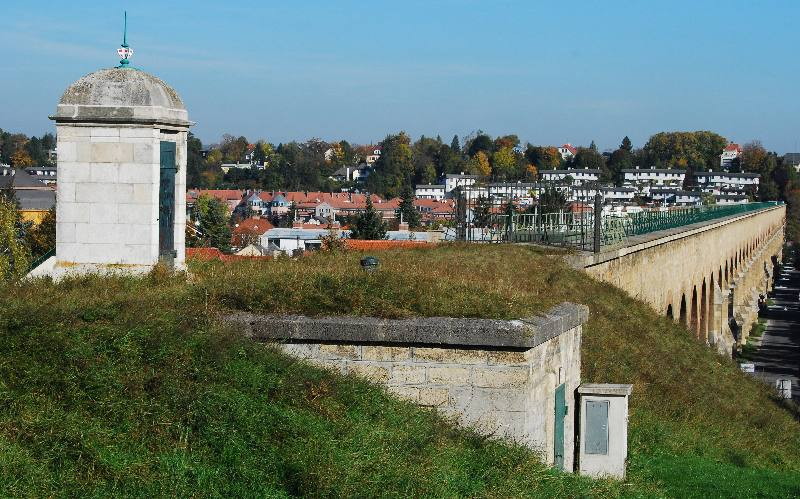
Aquädukt Liesing mit Einstiegshäuschen in den Leitungskanal, Blick Richtung Sauberg

Das Aquädukt Liesing ist ein denkmalgeschütztes Bauwerk der Wiener Wasserversorgung im Verlauf der I. Wiener Hochquellenwasserleitung im 23. Wiener Gemeindebezirk Liesing. Es führt über das Tal des gleichnamigen Flusses.

## Geschichte
Das unter dem Schutz der Haager Konvention zum Schutz von Kulturgut bei bewaffneten Konflikten stehende Aquädukt überquert auf einer Länge von rund 745 oder 785 Metern die Liesing sowie mehrere parallel dazu verlaufende Straßen, darunter die Breitenfurter Straße im Bereich der Oberen beziehungsweise Unteren Aquäduktstraße, die ihren Namen von diesem Bauwerk beziehen.
Errichtet wurde der zu einem kleinen Teil noch auf dem Ortsgebiet von Perchtoldsdorf in Niederösterreich gelegene Talübergang von der in London ansässigen Baufirma Antonio Gabrielli unter der Bauleitung des Wiener Stadtbauamtes zwischen 1870 und 1873 aus nicht frostbeständigen Ziegeln. Feuchtigkeit und der Temperaturwechsel setzten den Ziegeln so zu, dass das Bauwerk derzeit teilweise mit Stahlgittern abgesichert ist, um das Herabfallen von größeren Mauerteilen zu verhindern.
Als Baumaterial wurden Quader- und Bruchsteine sowie Ziegel eingesetzt.
Das Gewölbe des Leitungskanals wurde aus konischen Formziegeln gemauert. Nach oben hin wurde der Leitungskanal mit Bruchsteinpflaster, das an den Seiten des Aquädukts durch Gesimsquader eingefasst wurde, abgedeckt. Später wurde als zusätzlicher Wetterschutz ein Asphaltüberzug, dem Boschin – eine Anstrichmasse aus Asphalt und Kautschuk – beigemengt war, aufgebracht. Aufgabe des Boschins war es, den Asphalt elastisch zu erhalten und Rissbildungen zu vermeiden.